# Robert Jung (Komponist)
Robert Jung (* 11. September 1935 in Niederlindewiese, Tschechoslowakei; † 22. März 2015) war ein deutscher Musikproduzent, Textdichter, Komponist und Sänger.

## Leben
Nach dem Schulabschluss erlernte Robert Jung den Beruf des Großhandelskaufmanns, betätigte sich aber bald auch als Kolumnist verschiedener Zeitschriften zu den Themen Unterhaltung, Show und neue Platten. Bereits als Jugendlicher gründete er die Band „Die Nachtfalter“, mit der er an Wochenenden aufspielte und auch sang. Er begann zu komponieren und Texte zu schreiben. Über Max Greger kam er zum Showgeschäft und lernte den Komponisten  Ralph Siegel kennen. Sein erster großer Erfolg war 1970 der Text zu dem Titel von Ralph Siegel für Peggy March Einmal verliebt, immer verliebt.
1980 entdeckte er die 15-jährige Nicole, für die er im darauffolgenden Jahr ihren ersten großen Hit Flieg nicht zu hoch, mein kleiner Freund schrieb. Robert Jung machte Nicole mit Ralph Siegel bekannt, der zusammen mit Bernd Meinunger für sie den Titel Ein bißchen Frieden schrieb, mit dem sie 1982 den Eurovision Song Contest gewann. Robert Jung war Produzent der Aufnahme. Insgesamt produzierte er über 200 Titel mit ihr.
Robert Jung schrieb Texte und Musik für etwa 3000 Lieder, von denen viele zu den erfolgreichsten Evergreens des deutschen Schlagers gehören. Zu seinen bekanntesten Interpreten gehörten Vico Torriani (La Pastorella, Musik Walter Geiger), Peter Alexander, Gitti & Erika (Aus Böhmen kommt die Musik), Angela Wiedl (Doch des Herzklopfen ... des verdank i dir), Mireille Mathieu (Walzer der Liebe), die Kastelruther Spatzen (Monte d'Amore) und das Nockalm Quintett (Das Wunder von Piräus). Immer wieder war die Heimat Thema seiner Lieder, die er oft auch selbst sang, insbesondere seine schlesische Heimat, die er schon als Kind verlassen musste. Er erhielt über 50 Goldene Schallplatten.
Robert Jung war seit 1964 mit seiner Frau Rosie verheiratet. Aus dieser Ehe gingen die Töchter Melanie Manstein (Schauspielerin) und Dagmar sowie der Sohn Robert hervor. Seit 1970 wohnte die Familie in Baldham bei München und besaß ein Haus in Bardolino am Gardasee.

## Ehrungen
- Bundesverdienstkreuz am Bande (16. August 1988)
- Willy-Dehmel-Preis 2007